# ماریانو کانیاردو
ماریانو کانیاردو (اسپانیایی: Mariano Cañardo‎; ۵ فوریهٔ ۱۹۰۶ – ۲۰ مهٔ ۱۹۸۷) دوچرخه‌سوار اهل اسپانیا بود. وی در مسابقات تور دو فرانس شرکت کرده است.